# Pavao Knezović
Pavao Knezović (Crnopod, 26. svibnja 1949. – Zagreb, 2. prosinca 2019.) bio je hrvatski filolog i latinist.

## Životopis
Rođen je 26. svibnja 1949. u Crnopodu. Završio je 1975. studij klasične filologije i arheologije na Filozofskom fakultetu u Skopju.  Magistrirao je 1983., a doktorirao 1989. godine na Filozofskom fakultetu Sveučilišta u Zagrebu. Doktorirao je temom „Vergilijev utjecaj na latinsku poeziju dubrovačkih pjesnika 18. i prve polovice 19. stoljeća”.
Predavao je na Filozofskom fakultetu Sveučilišta u Sarajevu. Od 1998. do 2005. bio je znanstveni suradnik u Hrvatskom institut za povijest u Zagrebu. Radio je i kao redoviti profesor na Odsjeku za hrvatski latinitet na Hrvatskim studijima Sveučilišta u Zagrebu. Napisao je više udžbenika za latinski jezik. Autor je preko 120 znanstvenih radova te raznih prijevoda s latinskoga jezika.
Bio je čla upravnoga odbora Hrvatskoga društva klasičnih filologa, Hrvatskoga arheološkoga društva i Društva ljubitelja antike BiH.
Preminuo je 2. prosinca 2019. godine u Zagrebu.

## Počasti
- Spomen medalja Sveučilišta u Zagrebu (2016.).[2]

### Članci
- Ušković Croata, Petar. 2019. Časopis Kroatologija od osnutka do danas. Kroatologija. Sveučilište u Zagrebu – Fakultet hrvatskih studija. Zagreb. 10 (1): 261–263